# Stansfield
Stansfield – wieś w Anglii, w hrabstwie Suffolk, w dystrykcie West Suffolk. Leży 39 km na zachód od miasta Ipswich i 87 km na północny wschód od Londynu. Miejscowość liczy 230 mieszkańców.